# 石毛翔弥
石毛 翔弥（いしげ しょうや、1990年8月20日 - ）は、日本の俳優、声優。インテンション所属。かつてはスターダストプロモーション声優部に所属していた。埼玉県出身。

## 略歴
大原学園高等学校在学中、学校の授業で見たミュージカルに感銘を受け、俳優を志す。
2009年4月、劇団四季に入団。『はだかの王様』で初舞台を踏む。
2014年『ライオン・キング』シンバ役に抜擢される。
2015年12月、劇団四季を退団。
2019年3月31日、スターダストプロモーションを退所。同年5月5日に自身のYouTubeチャンネルを立ち上げ、ゲーム実況を中心としたYouTubeでの活動を開始。
2019年10月7日よりインテンションに所属。

## 人物
趣味・特技はミュージカル、クラシックバレエ、音楽鑑賞、DIY。
ミュージカル以外のことも学びたかったため、劇団時代の地方公演の時、宿泊先でアニメを観て声優の道を選ぶ。
自身が声優を務めるアニメ『その着せ替え人形は恋をする』第1期の並行企画『その主人公声優は服を縫う』（YouTube）にて、喜多川海夢役の直田姫奈がAnimeJapan2022で着る衣装を作るために、約3か月間かけて『聖♡ヌルヌル女学園お嬢様は恥辱倶楽部ハレンチミラクルライフ2』の黒江雫たんのコスプレ衣装を製作。新たに特技として裁縫が加わった。
インターネットラジオステーション音泉で配信されている『その着せ替え人形はラジオをする』（2021年 - 、音泉・YouTube）の番組内にて、喜多川海夢役の直田姫奈とコスプレイヤーのあかせあかりによって「バブたん」の愛称をつけられる。同番組のコーナー"その主人公声優は服を縫うの舞台裏"にて、リスナーによって「声優界のKing縫う」という異名がつけられた。

## 出演
太字はメインキャラクター。

### テレビアニメ
2016年
- orange（青木、司会、男子生徒、ニュースキャスター、サッカー部員 他）

2017年
- セイレン（男子生徒、フレイヤー）
- 遊☆戯☆王VRAINS（2017年 - 2019年、藤木遊作 / Playmaker）
- Code:Realize 〜創世の姫君〜（兵士）

2018年
- Caligula -カリギュラ-（男子生徒B）
- 実験品家族 -クリーチャーズ・ファミリー・デイズ-（研究員B、男性）
- 火ノ丸相撲（2018年 - 2019年、米村竜二）

2019年
- BEASTARS（シシ組）

2020年
- 恋する小惑星（男子）
- ハイキュー!! TO THE TOP（越後栄）
- GRANBLUE FANTASY The Animation Season 2（ドクロ騎士）
- グレイプニル（収集者）
- 炎炎ノ消防隊 弐ノ章（カロンの手下）
- フルーツバスケット（男子生徒）
- 放課後ていぼう日誌（手芸部員）
- 池袋ウエストゲートパーク（GボーイD、公元、未佐子の旦那、GボーイB、GボーイA）
- アクダマドライブ（署員）
- 憂国のモリアーティ（観客B）

2021年
- 蜘蛛ですが、なにか?（相川恋）
- 2.43 清陰高校男子バレー部（柔道部員）
- はたらく細胞!!（キラーT細胞4）
- ゴジラ S.P ＜シンギュラポイント＞（有川ユン）
- イジらないで、長瀞さん（男子）
- ぼくたちのリメイク
- SCARLET NEXUS（怪伐軍）
- 境界戦機（ヤタガラス隊員）
- TSUKIPRO THE ANIMATION 2（刹那）

2022年
- その着せ替え人形は恋をする（2022年 - 2025年、五条新菜） - 2シリーズ
- 現実主義勇者の王国再建記（オーガス）
- 錆喰いビスコ（自警団員）
- 天才王子の赤字国家再生術（部下）
- プラチナエンド（男性C）
- かぐや様は告らせたい-ウルトラロマンティック-（合コンの男）
- 処刑少女の生きる道（騎士）
- 惑星のさみだれ（ルド＝シュバリエ）
- はたらく魔王さま!!（レッド、ガブリエルの部下、佐々木一馬）
- ダンジョンに出会いを求めるのは間違っているだろうかIV 新章 迷宮篇（冒険者）
- ゴールデンカムイ（少年たち）
- 後宮の烏（海商A）
- モブサイコ100 III（緑の教え信者）
- 4人はそれぞれウソをつく（男子生徒1）
- 異世界おじさん（王国軍兵士）
- 陰の実力者になりたくて!（騎士、観客）
- クールドジ男子（2022年 - 2023年、同級生男子、男性）

2023年
- 久保さんは僕を許さない（水原）
- 火狩りの王（2023年 - 2024年、煌四） - 2シリーズ
- 真・進化の実〜知らないうちに勝ち組人生〜（テオボルト・テラ・カイゼル）
- お隣の天使様にいつの間にか駄目人間にされていた件（男子生徒）
- HIGH CARD（刑事）
- あやかしトライアングル（ニノ曲宗牙）
- 英雄王、武を極めるため転生す 〜そして、世界最強の見習い騎士♀〜（ランドール）
- 文豪ストレイドッグス（兵士D）
- アリス・ギア・アイギス Expansion（客、研究員A）
- Dr.STONE NEW WORLD（少年、戦士）
- 山田くんとLv999の恋をする（男性客）
- AIの遺電子（ジョン）
- 彼女、お借りします（2023年 - 2025年、通行人、メイク、男性客、ホールスタッフ、客） - 2シリーズ
- 無職転生 II 〜異世界行ったら本気だす〜（ステップトリーダー剣士A）
- 七つの魔剣が支配する（グウィン＝シャーウッド）
- 『ヒプノシスマイク-Division Rap Battle-』Rhyme Anima +（犬山）
- アンデッドアンラック（2023年 - 2024年、観光客、アッシュ）
- ポーション頼みで生き延びます!（誘拐犯のリーダー）

2024年
- 異修羅（探索士）
- 悪役令嬢レベル99 〜私は裏ボスですが魔王ではありません〜（男子生徒、衛兵）
- 姫様“拷問”の時間です（ゲッコウ）
- 黒執事 -寄宿学校編-（クレイトン）
- Unnamed Memory（2024年 - 2025年、ドアン） - 2シリーズ
- 鬼滅の刃 柱稽古編
- キン肉マン 完璧超人始祖編（ピークア・ブー）
- 異世界失格（生徒）
- 転生したらスライムだった件（バーニィ）
- 異世界スーサイド・スクワッド（吟遊詩人）
- 魔王軍最強の魔術師は人間だった（海賊C）
- この世界は不完全すぎる（戦士、AI男）
- Re:ゼロから始める異世界生活（ヨシュア・ユークリウス）
- トリリオンゲーム（2024年 - 2025年、平学）
- 村井の恋（肺ノ守）
- さようなら竜生、こんにちは人生（ギオ）
- ソードアート・オンライン オルタナティブ ガンゲイル・オンラインII（幻の彼氏）

2025年
- ニートくノ一となぜか同棲はじめました（安海政）
- いずれ最強の錬金術師?（ヒース）
- 俺だけレベルアップな件 Season 2 -Arise from the Shadow-（三角光輝）
- ハニーレモンソーダ（男子生徒）
- チ。-地球の運動について-（アルベルト）
- WIND BREAKER Season 2（加賀廉二）
- クラシック★スターズ（リスト）
- アン・シャーリー（ジミー・グロヴァ、マーティン・アンドリュース）
- 俺は星間国家の悪徳領主!（海賊、ニアスの部下、係官、レーダー手、兵士）
- 戦隊大失格（茶畑渚）
- ロックは淑女の嗜みでして（リューイチ）
- 最後にひとつだけお願いしてもよろしいでしょうか（レオナルド・エル・ヴァンディミオン）

### 劇場アニメ
- 劇場版 Fate/Grand Order -神聖円卓領域キャメロット- 後編 Paladin; Agateram（2021年、エジプト兵）
- 機動戦士ガンダムSEED FREEDOM（2024年）
- コードギアス 奪還のロゼ（2024年、七煌星団員）
- 劇場版 鬼滅の刃 無限城編 第一章 猗窩座再来（2025年、島本）

### Webアニメ
- 銀魂 THE SEMI-FINAL 万事屋篇（2021年、新政府警察官）
- 爆丸エボリューションズ（2022年 - 2023年、ハミルトン・ボンバーグ）
- 爆丸レジェンズ（2023年、カニス）
- 境界戦機 極鋼ノ装鬼（2023年、マシュー・ハーコート）
- T・Pぼん（2024年、側近）

### ゲーム
2017年
- メギド72（オーセル）

2018年
- オルタンシア・サーガ（ロッゾ）

2019年
- ヒーローズパーク（岩城悠磨）
- ミラクルニキ（グレイクロウ）
- ワンダーグラビティ〜ピノと重力使い〜（テンペスタ、ジェット）

2020年
- キャプテン翼 RISE OF NEW CHAMPIONS（プレイヤーキャラクター）

2021年
- LOST JUDGMENT 裁かれざる記憶（高森紫音）
- 鬼滅の刃 ヒノカミ血風譚

2022年
- 遊戯王 デュエルリンクス（Playmaker）
- 共闘ことばRPG コトダマン（バロンギルタ）

2023年
- BLUE PROTOCOL（マヌエル）
- アーマード・コアVI ファイアーズオブルビコン

2024年
- ロマンシング サガ2 リベンジオブザセブン（魔術師）

### BLCD
- 愛の本能に従え!（2020年、大和の兄）

### オーディオブック
- audiobook.jp
  - 成瀬は天下を取りにいく（2024年、西浦航一郎[32]）

### オーディオドラマ
- 恋が暴走する惑星 線香花火（2022年、直也[33]）

### デジタルコミック
- 花は死にたがる（2021年、水島葉[34]）
- 営業スマイル男女（2022年、元カレ、近所の青年[35]）
- 仁義なき婿取り（2022年、大和[36]）
- カグラバチ（2024年、六平チヒロ）

### 吹き替え

#### 映画
- プロジェクト・パワー（2020年）
- シャザム!（2021年、スーパーユージーン〈ロス・バトラー〉[37]） - ザ・シネマ版
- ウエスト・サイド・ストーリー（2022年、ベイビー・ジョン〈パトリック・ヒギンズ〉[38]）
- ジュラシック・ワールド/新たなる支配者（2022年[39]）
- 私は世界一幸運よ（2022年）
- ホーンテッドマンション（2023年[40]）
- プー あくまのくまさん（2023年、クリストファー・ロビン〈ニコライ・レオン〉）
- ワイルド・スピード（2024年、ジェシー〈チャド・リンドバーグ〉[41]） - ザ・シネマ版
- アマチュア（2025年、CIA職員2[42]）

#### ドラマ
- 今、私たちの学校は…（2022年、ジンス〈イ・ミング〉[43]）
- ウィロー（2022年、エリク〈デンプシー・ブリック〉[44]）
- マーサー教授の殺人事件簿（2025年、リズワン〈アラシュ・デマクシ〉[45]）

#### アニメ
- アナと雪の女王/家族の思い出（2018年、リフ）
- 整形水（2021年）
- Call Star -ボクは本当にダメな星?-（2023年、彼氏）
- 悪魔城ドラキュラ -キャッスルヴァニア-: 月夜のノクターン（2023年、エドゥアール）
- トランスフォーマー/ONE（2024年[46]）
- 機動戦士ガンダム 復讐のレクイエム（2024年、ニーランド・ルショーン[47]）

### ラジオ
※はインターネット配信。
- MAN TWO MONTH RADIO 石毛翔弥は生きづらい（2021年、AG-ON Premium※・超!A&G+※）[48]
- その着せ替え人形はラジオをする（2021年 - 、音泉※・YouTube※）[49]

### 舞台
- サウンド・オブ・ミュージック - ロルフ
- 桃次郎の冒険 - 桃次郎、桃三郎
- はだかの王様 - アンサンブル
- ライオン・キング - シンバ
- ハムレット - アンサンブル
- ヴェニスの商人 - アンサンブル
- グリークス - アキレウス
- 朗読劇 "レスティリズム- L'asterisme"-  - ガーネット[50]

### CM・広告
- 劇団四季・ライオン・キング（2010年 - ）

## ディスコグラフィ

### キャラクターソング
| 発売日         | 商品名                                   | 歌                 | 楽曲                                          | 備考                                                  |
| -------------- | ---------------------------------------- | ------------------ | --------------------------------------------- | ----------------------------------------------------- |
| 2025年5月21日  | BEYOND★CLASSIC                           | Gran★MyStar        | 「BEYOND★CLASSIC」                            | テレビアニメ『クラシック★スターズ』エンディングテーマ |
| 2025年5月21日  | BEYOND★CLASSIC                           | リスト（石毛翔弥） | 「甘き羽音に乱れて…」                         | テレビアニメ『クラシック★スターズ』挿入歌             |
| 2025年10月22日 | クラシック★スターズ character song album | リスト（石毛翔弥） | 「愛の夜想曲-ノクターン-」                    | テレビアニメ『クラシック★スターズ』挿入歌             |
| 2025年10月22日 | クラシック★スターズ character song album | Gran★MyStar        | 「グラン★プロローグ」 「交響曲★STARS MELODY」 | テレビアニメ『クラシック★スターズ』挿入歌             |

### シリーズ一覧
1. ↑  Season 1（2022年）、Season 2（2025年）
2. ↑  第1シーズン（2023年）、第2シーズン（2024年）
3. ↑  第3期（2023年）、第4期（2025年）
4. ↑  第1期（2024年）、第2期『Act.2』（2025年）

### 初出話一覧
1. 1 2 3  第13話初出
2. 1 2 3 4 5 6 7  第1話初出
3. 1 2  第39話初出
4. ↑  第27話初出
5. ↑  第29話初出
6. ↑  第31話初出
7. ↑  第43話初出
8. 1 2 3 4  第3話初出
9. 1 2 3 4  第11話初出
10. 1 2 3  第5話初出
11. 1 2 3  第4話初出
12. ↑  第65話初出
13. 1 2  第8話初出
14. 1 2  第10話初出
15. ↑  第51話初出
16. 1 2  第14話初出
17. ↑  第9話初出
18. ↑  第2話初出
19. ↑  第17話初出
20. 1 2  第6話初出
21. ↑  第23話初出
22. ↑  第21話初出

### ユニットメンバー
1. 1 2  ベートーヴェン（内田雄馬）、モーツァルト（伊東健人）、ショパン（安部瞬）、リスト（石毛翔弥）